# 卡彭特 (加利福尼亞州)
卡彭特（英語：Carpenter）是位於美國加利福尼亞州阿拉米達縣的一個非建制地區。該地的面積和人口皆未知。

## 地理
卡彭特的座標為37°36′48″N 122°02′40″W / 37.61333°N 122.04444°W，而該地的平均海拔高度為11米（即36英尺）。